# ТВ-тюнер
ТВ-тю́нер (англ. TV tuner) – род телевизионного приёмника (тюнера), предназначенный для приёма телевизионного сигнала в различных форматах вещания с показом на мониторе компьютера. Кроме того, большинство современных ТВ-тюнеров принимает FM-радиостанции и может использоваться для захвата видео. Выпускались мониторы с встроенными ТВ-тюнерами, позволяющие выводить во время работы с персональным компьютером в отдельном окне видео, как на телевизионном приёмнике (режим PiP).

## Классификация ТВ-тюнеров
ТВ-тюнеры по конструкции очень многообразны и могут классифицироваться по ряду основных параметров, в том числе:
- по поддерживаемым стандартам телевещания;
- по способу подключения к компьютеру;
- по поддерживаемым операционным системам.

### Классификация по стандартам телевещания

Зоны действия аналоговых телевизионных стандартов

Зоны действия цифровых телевизионных стандартов

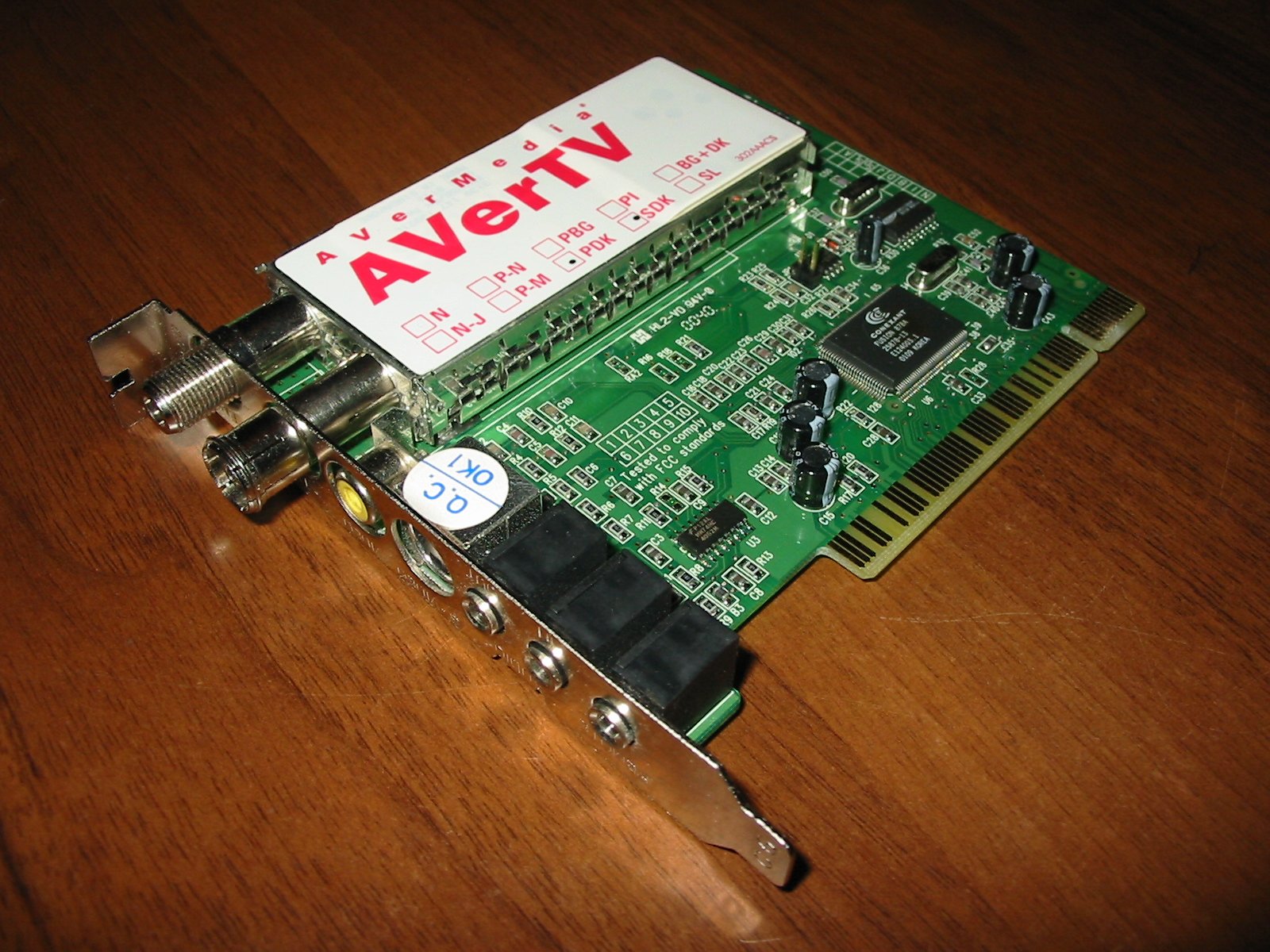
ТВ-тюнер AVerTV Studio фирмы AVerMedia с интерфейсом PCI

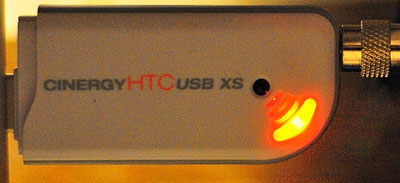
ТВ-тюнер с интерфейсом USB

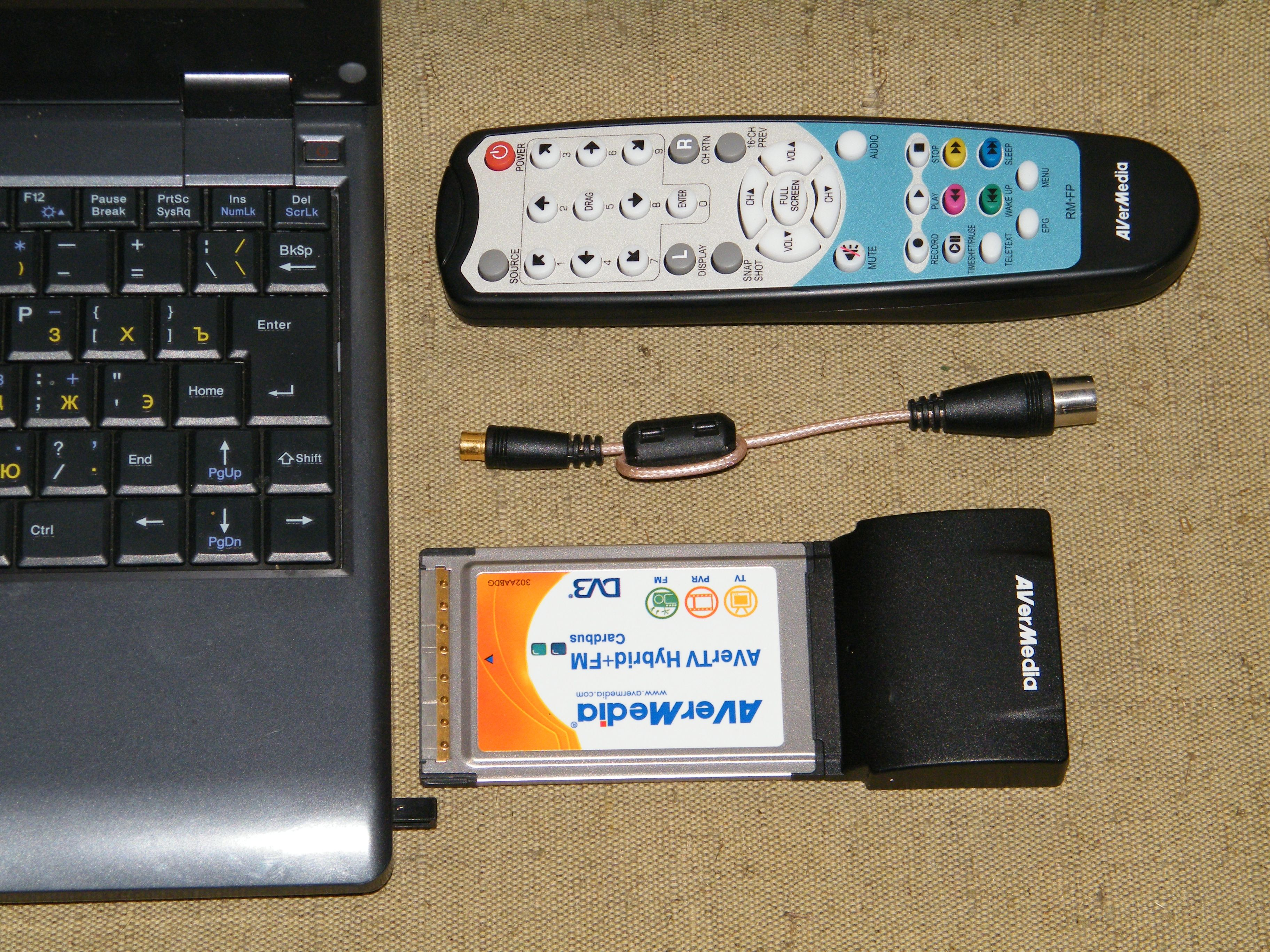
ТВ-тюнер фирмы AVerMedia с интерфейсом PCMCIA и ноутбук

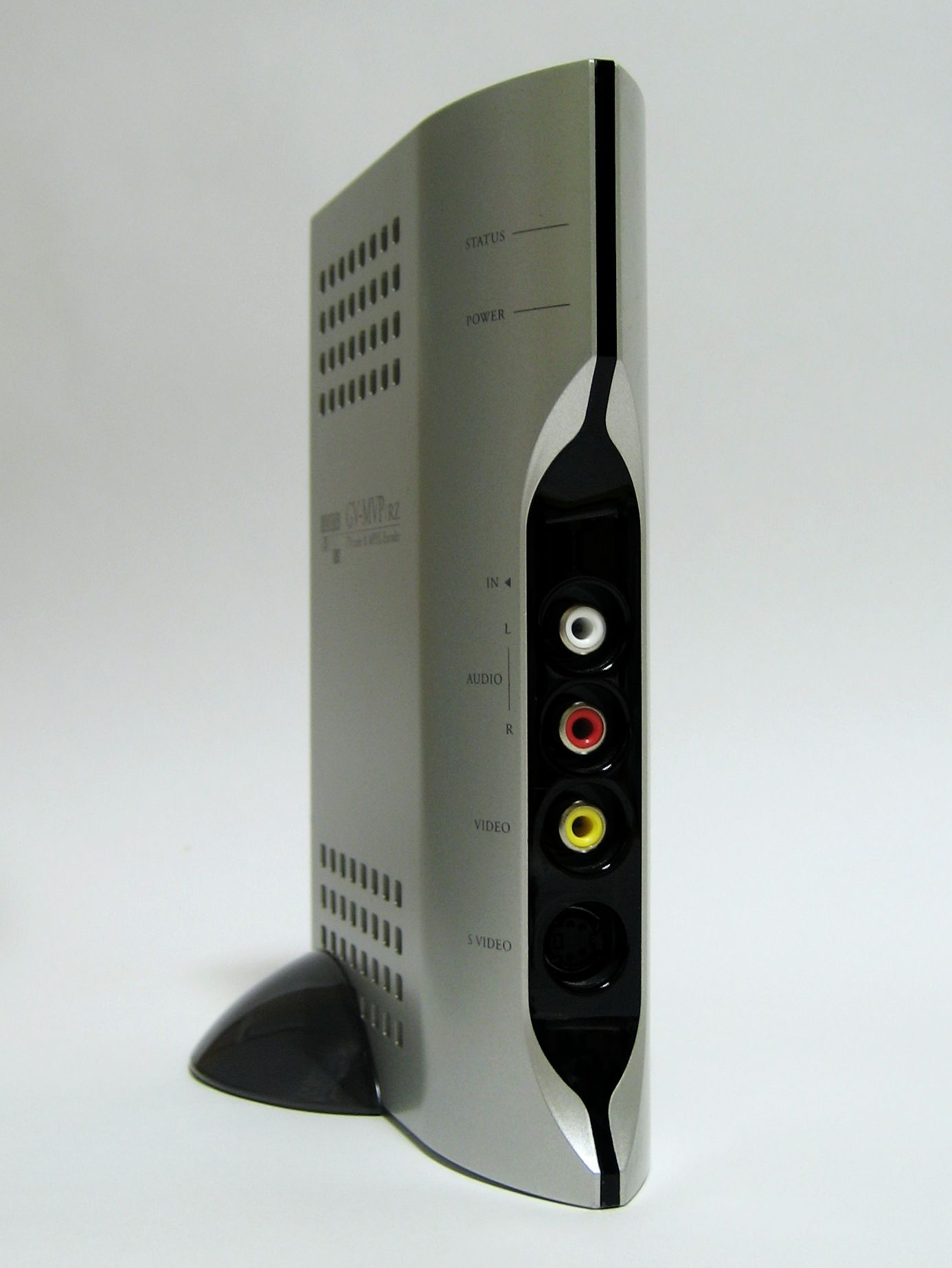
ТВ-тюнер, подключаемый непосредственно к монитору

Разные модели тюнеров могут принимать и декодировать телевизионный сигнал в одном или нескольких стандартах телевещания.
В настоящее время с развитием цифрового телевидения наибольшее распространение получают ТВ-тюнеры, позволяющие принимать сигнал в следующих стандартах: DVB-T и DVB-T2 (европейское эфирное цифровое вещание), DVB-C (европейское кабельное цифровое вещание), DVB-S и DVB-S2 (европейское спутниковое цифровое вещание), ATSC (американское цифровое вещание), ISDB-T (японское и южноамериканское цифровое вещание), DTMB (китайское цифровое вещание).
Для совместимости с аналоговым телевидением предназначены ТВ-тюнеры, способные принимать сигналы с различными стандартами цветности – PAL, SECAM, NTSC и с различными стандартами разложения. Как правило, чисто аналоговые ТВ-тюнеры в настоящее время уже не выпускаются, их заменили гибридные модели, позволяющие принимать как цифровые, так и аналоговые сигналы.
В России и других странах СНГ в настоящее время на практике используются стандарты: SECAM, DVB-T и DVB-T2 – для эфирного телевещания, SECAM, PAL и DVB-C – для кабельного, а также DVB-S и DVB-S2 – для спутникового.
Главное различие между аналоговыми стандартами – частота кадров и разрешение. NTSC поддерживает разрешение в 480 активных строк с частотой 30 кадров в секунду, а PAL и SECAM – в 576 активных строк с частотой 25 кадров в секунду. Потенциальное качество цифровой трансляции видео значительно превосходит эти стандарты, разрешение может достигать 720 или 1080 строк, при этом отсутствуют кадровые и цветные искажения, связанные с помехами при приёме. В то же время сам по себе цифровой способ кодирования изображения не обязательно означает увеличение разрешения: цифровые каналы могут транслироваться как в стандартной чёткости, что соответствует аналоговому телевидению, так и в повышенной чёткости. Звуковое сопровождение цифровых программ и цифровое радио также способны превосходить в качестве аналоговое вещание.
В системах цифрового телевещания может использоваться шифрование информации, требующее установки в ТВ-тюнер специальных устройств для декодирования платных каналов (в частности, это повсеместно распространено в системах спутникового телевидения и нередко – в кабельных сетях). Однако установку модуля Common Interface для считывания смарткарт поддерживают далеко не все цифровые ТВ-тюнеры, большинство моделей для эфирного и кабельного телевещания в настоящее время выпускается без этой возможности и, таким образом, пригодно для приёма только бесплатных цифровых каналов. Исключением может считаться только применение системы условного доступа BISS с весьма простым алгоритмом шифрования и фиксированными ключами, что легко реализуется на уровне программного обеспечения.

### Классификация по способу подключения к компьютеру
Наиболее общим является деление ТВ-тюнеров на внутренние и внешние, в зависимости от их расположения относительно корпуса системного блока компьютера. Более точным является деление по интерфейсу подключения.
На сегодняшний день наиболее распространены ТВ-тюнеры, использующие подключение с интерфейсами USB, PCI, PCI Express и PCMCIA. Характеристики внешних и внутренних компьютерных тюнеров практически идентичны. Также существуют модели с интерфейсом FireWire и с устаревшим ISA.
Особняком стоят ТВ-тюнеры, подключаемые непосредственно к видеоинтерфейсу между компьютером и монитором, то есть DVI либо VGA. Такие тюнеры не требуют поддержки со стороны персонального компьютера, так как выводят телевизионную картинку на монитор независимо от компьютера и операционной системы, что позволило их широко использовать для «превращения» старых мониторов в телевизоры. К их достоинствам относится универсальность по отношению к операционным системам, к недостаткам — невозможность записи видео и обычно не очень высокое максимальное допустимое разрешение монитора, ограничиваемое производительностью тюнера при обработке видеопотока. Внешние цифровые ТВ-тюнеры, подключаемые исключительно к монитору или телевизору и не имеющие компьютерных видеовходов для «транзита» сигнала с видеокарты, в эту категорию не входят и являются ресиверами цифрового телевидения.

### Классификация по поддерживаемым операционным системам
При подключении тюнер использует ресурсы компьютера, поэтому необходимо проверить, совместим ли он с операционной системой рабочего компьютера. Подавляющее большинство ТВ-тюнеров штатно комплектуется поддержкой для операционной системы Microsoft Windows. Также для Windows доступно значительное количество альтернативных программ для работы с ТВ-тюнерами, которые, как правило, используют драйвер производителя, но отличающуюся интерфейсную оболочку.
Ряд ТВ-тюнеров штатно поставляется с поддержкой Mac OS X либо поддерживается программным обеспечением независимых разработчиков для этой системы (в основном известность получила программа EyeTV фирмы Elgato Systems, которая в облегчённой версии также обычно входит в поставку оборудования, декларирующего поддержку Mac OS X). Как правило, это устройства с интерфейсом USB, ввиду наиболее широкого распространения этого интерфейса на компьютерах Macintosh.
Существуют программы, поддерживающие работу с некоторыми ТВ-тюнерами на платформах Linux (например, xawtv, XdTV, TvTime, bttv), OS/2 (например, Emperoar TV, T&V HappyPlayer, TV Show) и др. Для Linux существует стандартный интерфейс подключения видео-устройств: Video4Linux. Как правило, программами для альтернативных ОС на PC поддерживаются устройства с интерфейсом PCI.
ТВ-тюнеры, подключаемые к видеоинтерфейсу монитора, способны работать с любыми операционными системами.

## Чипсет
Знание чипсета ТВ-тюнера полезно при поиске (выборе) драйвера устройства в операционных системах, отличных от семейства Microsoft Windows.
Кроме того, чипсет отчасти определяет технические характеристики ТВ-тюнера. В настоящее время все чипсеты обеспечивают примерно аналогичную по качеству картинку.
Для аналогового ТВ-тюнера значительное влияние на качество картинки оказывает схемотехника и конструкция аналоговой части, не входящей в состав чипсета.
В эпоху аналоговых ТВ-тюнеров в Россию обычно попадали ТВ-тюнеры на чипсетах (декодерах) двух производителей — Philips (NXP) и Conexant.

## Аппаратная поддержка сжатия видео
Некоторые ТВ-тюнеры дополнительно оснащаются аппаратной поддержкой сжатия видео (также называемой аппаратным энкодером) для форматов MPEG-1, MPEG-2 или H.264. Такая поддержка позволяет выполнять сжатие видео для записи в видеофайл, не загружая вычислениями центральный процессор компьютера, и таким образом ускорить сжатие данных и освободить центральный процессор для других задач. Аппаратная поддержка сжатия видео может быть доступна в базовом комплекте устройства или, иногда, в виде дополнительной опции.

## Двойные ТВ-тюнеры
ТВ-тюнер настраивается на радиосигнал одной частоты, поэтому иногда в систему устанавливают два ТВ-тюнера, для того чтобы одновременно смотреть один канал и записывать информацию с другого. Существуют специальные двойные (или дуальные) ТВ-тюнеры, в которых в одном устройстве штатно совмещены два приёмника.

## Комбинированные ТВ-тюнеры

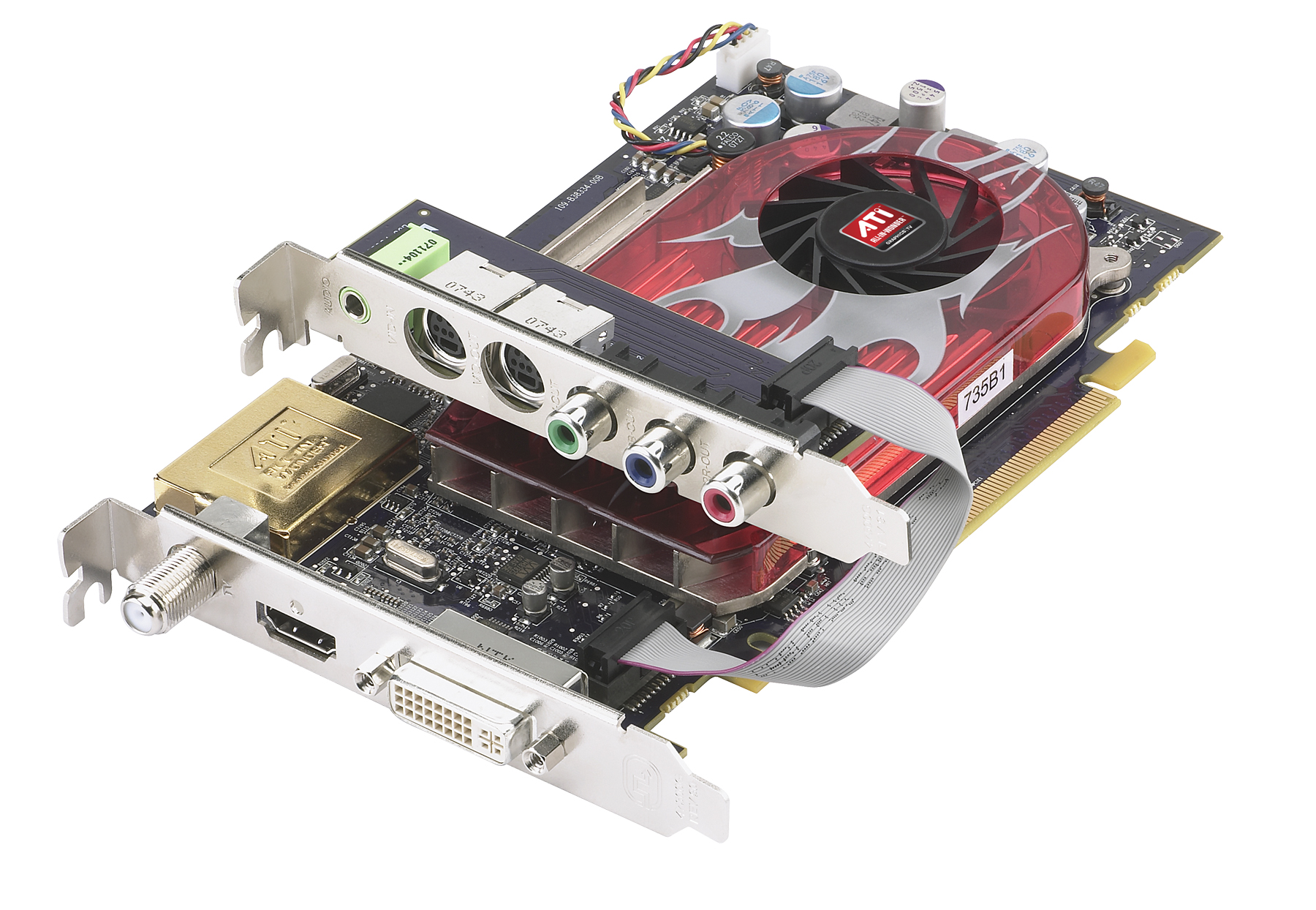
Видеокарта с ТВ-тюнером

Комбинированные ТВ-тюнеры конструктивно совмещены с видеокартой. С архитектурной точки зрения тюнер в таких решениях является, как правило, отдельным устройством. С видеокартой его объединяет только шина — PCI, AGP или PCI-E и программное обеспечение, автономная работа без загруженного драйвера невозможна. Широкий ассортимент подобных устройств предлагала компания ATI (линейка All-in-Wonder). Проблема комбинированных ТВ-тюнеров в том, что сам тюнер устаревает значительно медленнее, чем графические видеокарты. Для стран СНГ также существенно, что некоторые продукты линейки All-in-Wonder (как и многие АЦП от ATI и AMD) не поддерживают стандарт SECAM.

## Пульт дистанционного управления
Часто в комплект ТВ-тюнера входит пульт дистанционного управления, используемый так же, как и в случае обычного телевизора. Во многих случаях, с помощью специального программного обеспечения, предоставляется возможность назначить на события нажатия кнопок пульта вызов программ пользователя, не обязательно связанных с просмотром телепередач. Также программное обеспечение пульта позволяет запускать приложения и проигрывать диски.